# Fourchambault
 Fourchambault  es una población y comuna francesa, situada en la región de Borgoña, departamento de Nièvre, en el distrito de Nevers y cantón de Pougues-les-Eaux.

## Demografía
| 6240 | 6279 | 6625 | 5850 | 5037 | 4828 |
| Para los censos de 1962 a 1999 la población legal corresponde a la población sin duplicidades (Fuente: INSEE [Consultar]) |      |      |      |      |      |